# Quan điểm tôn giáo của Abraham Lincoln

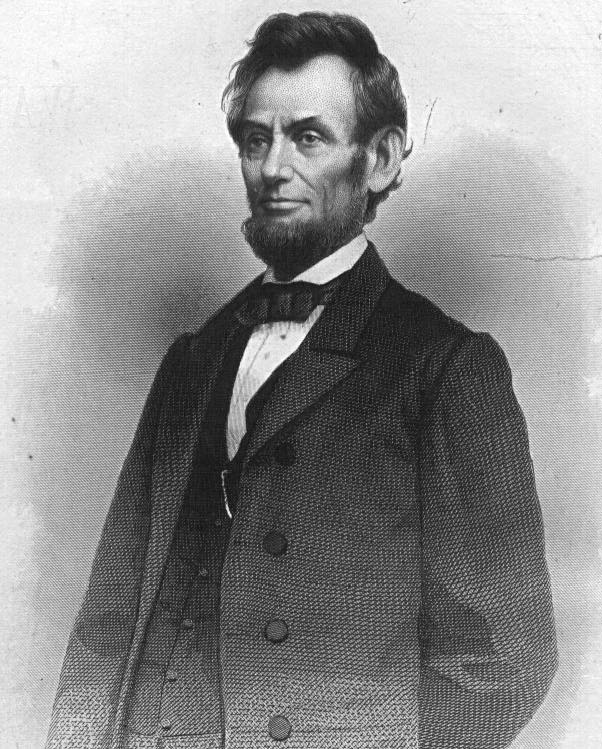
Abraham Lincoln, năm 1864

Niềm tin tôn giáo của Abraham Lincoln vẫn là một vấn đề thu hút nhiều tranh luận. Thường xuyên nhắc đến Thiên Chúa và trưng dẫn nhiều câu Kinh Thánh, cùng vợ và các con đi lễ nhà thờ, nhưng Lincoln chưa bao giờ chính thức gia nhập một giáo hội nào.
Ông thường tỏ ra kín đáo về niềm tin của mình trong khi tôn trọng đức tin của người khác. Đến nay vẫn còn bất đồng về câu hỏi lúc cuối đời, nhất là khi đương chức Tổng thống, liệu Lincoln có thực sự chấp nhận đức tin Cơ Đốc.

## Lời thuật của Lamon và Phu nhân Lincoln
Ward Lamon, bạn thân, cận vệ, và là người viết tiểu sử của Lincoln, nói, "Theo như tôi biết, Ông Lincoln không hề thay đổi ý tưởng, quan điểm hay niềm tin tôn giáo, kể từ lúc ông rời Springfield cho đến khi từ trần. Tôi không hề biết chuyện này, cũng không hề nghe ông giải thích, nhưng tôi chắc chắn rằng ông chưa hề đưa ra chỉ dấu nào về việc ông đã đổi ý về vấn đề này."
Song, bà quả phụ Lincoln nói rằng mỗi ngày ông càng tin kính hơn, "Một người, luôn tôn trọng danh của Đấng Tạo Hóa, luôn chăm chỉ đọc Kinh Thánh, không ngừng tin cậy lời hứa của Chúa & và nhìn xem Ngài là đấng quan phòng, chắc rằng một người như thế không thể nào là người không có lòng tin, cũng không thể nào khác hơn là một tín hữu Cơ Đốc chân chính...Từ lúc con trai bé bỏng Edward của chúng tôi lìa đời, tôi tin rằng tấm lòng của chồng tôi hướng về tôn giáo & thời gian trôi qua – khi Ông Lincoln đắc cử Tổng thống...thực sự như tôi biết – tấm lòng vĩ đại của ông mỗi ngày, mỗi giờ, thăng hoa trong sự nguyện cầu với Thiên Chúa - xin ban sức cho ông. Cũng vậy, khi chúng tôi bị nhấn chìm trong buồn đau, là lúc đứa con trai rạng rỡ như thiên thần, Willie, bị cất khỏi chúng tôi để về nhà của nó ở trên trời, khi bàn tay thanh tẩy của Chúa đặt trên chúng tôi – là lúc ngài hướng lòng ông về Chúa Cơ Đốc."

## Thiếu thời
Cha mẹ của Lincoln là tín hữu Baptist, họ gia nhập Nhà thờ Baptist Little Pigeon gần Lincoln City, Indiana năm 1823. Năm 1831, Lincoln di chuyển đến New Salem, ở đó không có nhà thờ. Sử gia Mark Noll viết rằng, "Lincoln chưa bao giờ gia nhập nhà thờ nào, cũng chưa hề xưng nhận rõ ràng về niềm tin Cơ Đốc."
Tuy nhiên, trong những năm ở Tòa Bạch Ốc, Lincoln đi lễ tại Nhà thờ Trưởng Lão New York Avenue, ở đó có một hàng ghế gắn biển dành riêng cho gia đình ông. Mark A. Noll dẫn lời Jesse Fell, bạn và là người viết tiểu sử Lincoln, rằng Lincoln "hiếm khi tỏ cho người khác biết quan điểm của ông" về tôn giáo, Fell tiến xa đến mức nghĩ rằng Lincoln không đồng ý với các quan điểm chính thống như các giáo lý về thần tính của Chúa Giê-xu, sự đền tội thay, sự vô ngộ của Kinh Thánh, phép lạ, hoặc thiên đàng và địa ngục. Theo diễn giải của Noll, cảm giác tiêu cực của Lincoln đối với các giáo hội có tổ chức có thể đã bắt nguồn từ những trải nghiệm lúc còn trẻ, khi ông chứng kiến tình trạng kích động cảm xúc thái quá, và những tranh cãi đầy cay đắng giữa các giáo hội, thường xuyên xảy ra khi họ tổ chức các cuộc truyền giảng hằng năm, cùng ảnh hưởng tiêu cực từ cách hành xử của những nhà truyền đạo lưu hành.
Dù không chịu gia nhập một giáo hội nào, Lincoln vẫn thường suy tư về ý nghĩa vĩnh hằng của đời người, mà cuộc đời ông thì ghi dấu nhiều thảm kịch, từ cái chết trẻ của hai con trai, tình trạng tinh thần bất ổn của người vợ, cho đến những hình ảnh đẫm máu của cuộc chiến đã khắc sâu vào lòng ông.
Một trong những đặc điểm tôn giáo theo Thần học Calvin của cha mẹ mà ông hết lòng tin tưởng là giáo lý tiền định. Hầu như chỉ luôn giới hạn trong góc nhìn này mà Lincoln thẩm định ý nghĩa của cuộc Nội chiến.
Người ta nói rằng Lincoln ngưỡng mộ Thomas Paine, tác gia và là tín đồ Thần giáo (Deism), và rằng năm 1834 ông đã viết một tiểu luận, theo mẫu quyển The Age of Reason của Paine, thách thức Cơ Đốc giáo truyền thống; một người bạn đã đốt bản thảo này hầu giúp ông khỏi bị chế giễu. James Adams gọi Lincoln là "tín đồ thần giáo".

## Trung niên
Trong năm 1862 và 1863, giai đoạn khó khăn nhất của cuộc Nội chiến và nhiệm kỳ tổng thống của ông, những phát biểu của Lincoln đôi lúc có ngụ ý tâm linh.

### 1862: Mất người thân và Bản Tuyên ngôn Giải phóng Nô lệ
Thứ Năm, ngày 20 tháng 2 năm 1862, vào lúc 5 giờ chiều, con trai mười một tuổi của Lincoln, William Wallace Lincoln (William), chết trong Tòa Bạch Ốc. Giới sử học cho rằng đây là cuộc khủng hoảng lớn nhất trong đời ông. Sau khi chôn cất con, Lincoln cố quay lại cuộc sống thường nhật, nhưng không thể. Một tuần lễ sau đám tang, ông tự giam mình trong văn phòng và khóc suốt ngày. Vài người thuật lại rằng Lincoln bảo cho họ biết tình cảm tôn giáo của ông đã thay đổi vào thời điểm ấy. Willie thường bảo cho biết cậu muốn sau này trở thành mục sư. Khi con trai lìa đời, Lincoln được thuật lại nói rằng, "Con trai bé bỏng của tôi. Nó quá tốt lành để sống trên đất. Chúa đã gọi nó về nhà. Tôi biết rằng sẽ tốt hơn cho nó trên thiên đàng."
Gia đình Lincoln cũng thử nhờ đến thông linh học (spiritualism), đang thịnh hành trong thời kỳ ấy. Bà Lincoln đã sử dụng các dịch vụ cầu đồng để cố liên lạc với đứa con đã mất. Người ta cho rằng ít nhất một lần Lincoln đã tham dự một buổi cầu đồng với Bà Lincoln tại Tòa Bạch Ốc.
Ngay lúc ấy, cuộc Nội chiến trở nên bất lợi đối với phe Liên bang. Sự thất bại của Tướng George McClellan xảy ra chỉ trong vòng vài tháng sau khi Wille lìa đời. Kế đến là chiến thắng đầy ấn tượng của Robert E. Lee trong chiến dịch Second Battle of Bull Run. Lincoln viết, "Khi biết chắc rằng không còn chỗ nào khác để đi, nhiều lần tôi phải quỳ gối [để cầu nguyện]."
Theo Salmon Chase, khi đang chuẩn bị công bố bản Tuyên ngôn Giải phóng Nô lệ, Lincoln nói, "Tôi long trọng hứa trước Chúa rằng nếu Tướng Lee bị đánh bật khỏi Maryland tôi sẽ vinh danh kết quả này bằng cách tuyên bố tự do cho nô lệ." 
Ngay lúc ấy, Lincoln ngồi xuống tại văn phòng và viết những dòng này:
| “ | Ý chỉ của Thiên Chúa đã thắng hơn. Trong các cuộc tranh chấp quan trọng, mỗi phe đều tuyên bố mình hành động phù hợp với ý Chúa. Có thể cả hai cùng đúng, nhưng chắc chắn có một bên sai. Không thể trong cùng một thời điểm Thiên Chúa vừa chống vừa ủng hộ một phe. Trong cuộc nội chiến hiện tại có thể mục đích của Chúa là hoàn toàn khác với mục tiêu của cả hai phe – song con người, như là dụng cụ trong tay Đấng Tạo Hóa, thường thích nghi tốt nhất, như vẫn thường xảy ra, để thực hiện ý chỉ của ngài. Tôi hầu như sẵn sàng nói rằng Chúa đã định sẵn cuộc chiến này, và theo ý Ngài nó chưa được kết thúc. Chỉ bởi sự toàn năng của Ngài thể hiện trên các phe đang tranh chấp, Ngài có thể cứu, cũng có thể hủy diệt Chính phủ liên bang mà không có sự can thiệp của con người. Nhưng cuộc đấu tranh đã bắt đầu. Ngài có thể dành sự chiến thắng cho bất kỳ phe nào vào bất kỳ thời điểm nào. Song cuộc chiến đang tiếp diễn. | ” |

Khái niệm này tiếp tục chi phối những nhận định của Lincoln suốt trong phần còn lại của cuộc chiến. Cũng ẩn dụ thần học này lại xuất hiện nổi trội trong bài Diễn văn Nhậm chức lần thứ hai của Linconln vào tháng 3 năm 1865:
| “ | Cả hai miền [Nam và Bắc] đều đọc một Kinh Thánh, đều cầu nguyện với một Thiên Chúa; thế mà phía này khẩn cầu Ngài phù trợ để chống lại phía kia. Thật lạ lùng khi người ta cả gan cầu xin sự phù hộ của một Thiên Chúa công chính để cướp giật miếng bánh làm ra từ mồ hôi và nước mắt của người kia; dù vậy chúng ta chớ xét đoán để khỏi bị xét đoán. Có thể lời cầu nguyện của cả hai đều không được nhậm; hoặc chẳng có bên nào được nhậm lời đầy đủ. Đấng Toàn năng có ý chỉ của chính Ngài. | ” |

### 1863: Gettysburg
Cuối năm 1862 đến đầu năm 1863 tình hình càng khó khăn hơn cho Lincoln. Sau khi Tướng Ambrose Burnside bị đánh bại tại Fredericksburg là sự thất trận của Tướng Joseph Hooker tại Chancellorsville khiến Lincoln trở nên trầm cảm. "Nếu còn có chỗ nào tệ hại hơn địa ngục thì đó là nơi tôi đang ở," Lincoln nói như thế với Andrew Curtin vào tháng 12 năm 1862.
Năm 1863 là lúc tình thế xoay chiều có lợi cho Liên bang. Trận Gettysburg trong tháng 7 năm 1863 là lần đầu tiên Tướng Lee thực sự nếm mùi thất trận. Từ chiến dịch vận động của Sarah Josepha Hale, mùa thu năm ấy, Lincoln ban hành sắc lệnh liên bang công bố thứ Năm cuối cùng của tháng 11 mỗi năm cử hành Lễ Tạ ơn. Nhắc lại những thành quả trong năm vừa qua, Lincoln nói,
| “ | Không phải từ ý tưởng hoặc công sức của con người mà có được những thành quả to lớn này. Nhưng đây là những món quà chan chứa tình yêu thương đến từ Thiên Chúa Tối cao là đấng đầy lòng thương xót dù Ngài đang thịnh nộ vì cớ tội lỗi của chúng ta. Đối với tôi sẽ là đúng và hợp lẽ cho toàn thể nhân dân Mỹ đồng một lòng, đồng một tiếng nói trang trọng, tôn nghiêm, và với lòng biết ơn mà nhìn nhận sự ban cho này. Vì vậy, tôi mời gọi đồng bào từ mọi vùng của Hoa Kỳ, những người đang lênh đênh trên biển, đang ngụ cư ở hải ngoại, hãy biệt riêng thứ Năm cuối cùng của tháng 11 này để cử hành Lễ Tạ ơn và Ngợi ca Cha nhân từ của chúng ta là đấng đang ngự trên thiên đàng. | ” |

Tháng 12 năm 1863, Bộ trưởng Ngân khố của Lincoln cho khắc câu khẩu hiệu mới vào tiền đồng của Hoa Kỳ. Mặc dù sự tham gia của Lincoln vào quyết định là không rõ ràng, câu "In God We Trust" phù hợp với niềm tin tôn giáo của Lincoln vào thời điểm ấy.
Khi một mục sư nói với Lincoln rằng ông "hi vọng Chúa ở với phía chúng ta," Tổng thống trả lời, "Tôi hoàn toàn không quan tâm về điều này...Nhưng nỗi lo và lời cầu nguyện của tôi là tôi và đất nước này cần ở về phía với Chúa." 
Tháng 11 năm 1863, Lincoln đến Gettysburg, Pennsylvania để tham dự lễ cung hiến nghĩa trang dành cho hàng ngàn chiến sĩ trận vong ở đây. Ông đã đọc bài Diễn văn Gettysburg nổi tiếng, bày tỏ niềm hi vọng rằng đất nước "dưới sự quan phòng của Thiên Chúa" sẽ sản sinh nền tự do mới. Có lẽ câu "dưới sự quan phòng của Thiên Chúa" không có trong bản viết tay nhưng được thêm vào khi Lincoln đứng trên bục diễn thuyết. 
Theo các học giả, chắc chắn Lincoln đã trích câu ấy từ George Washington.
Sau này, bởi sự vận động của George MacPherson Docherty, năm 1954 Doherty là quản nhiệm Nhà thờ Trưởng Lão New York Avenue (nơi gia đình Lincoln từng được dành sẵn một hàng ghế), câu nói này được đưa vào Lời Tuyên thệ Trung thành của Hoa Kỳ.

### 1864
Năm 1864, khi được những cựu nô lệ ở Maryland gởi tặng một quyển Kinh Thánh, Lincoln trả lời: "Về quyển sách vĩ đại này, tôi phải nói rằng, đây là món quà quý nhất Thiên Chúa ban tặng cho loài người. Tất cả những điều tốt nhất Chúa Cứu Thế ban cho thế gian đều được chuyển tải qua quyển sách này. Song chúng ta không thể gạn đục khơi trong. Mọi sự đáng mong đợi nhất cho phúc lợi của con người, ngay bây giờ và về sau, đều được miêu tả trong quyển sách này."
Tuy nhiên, phản ứng trước sự kiện này, một đồng sự của Lincoln, William H. Herndon phát biểu, "Tôi quan ngại về sự giả mạo khi người ta cho rằng Ông Lincoln đưa ra một nhận xét thiếu sáng suốt như thế trong năm 1864, khi những người da màu ở Baltimore trao tặng ông một quyển Kinh Thánh. Không một người tỉnh táo nào lại buông ra những lời xuẩn ngốc như thế và không một người tỉnh táo nào lại chịu tin chúng."
Tháng 9 năm 1864, Lincoln viết trong thư gởi một tín hữu Hội Anh em, "Mục đích của Đấng Toàn Năng là trọn lành, và phải thắng hơn, mặc dù chúng ta, con người thường sai lầm và sẽ chết, có thể không thể hiểu trước mục đích ấy. Chúng ta mong đợi sự kết thúc có hậu và sớm sủa cho cuộc chiến kéo dài này; song Chúa biết điều gì là tốt nhất, và Ngài vẫn tể trị...chúng ta phải hành động hết sức mình dưới sự soi sáng của Ngài, tin tưởng rằng hành động như thế sẽ dẫn đến kết cục tốt đẹp như Ngài đã định. Chắc chắn rằng Ngài đã dự định những điều tốt lành theo sau sự hỗn độn khủng khiếp này, đó là điều không con người hữu hạn nào có thể làm, và có thể chịu đựng." 
Ngày 4 tháng 3 năm 1865, trong bài diễn văn nhậm chức lần thứ hai, Lincoln nhắc nhở người dân Mỹ về đức công chính của Thiên Chúa khi Ngài cho phép cuộc chiến đẫm máu cứ tiếp diễn, ngược với mọi ước mơ và nguyện cầu của họ, như là sự đoán phạt vì cớ sự ngược đãi kéo dài hàng trăm năm đối với những người anh em da màu:
| “ | Mơ ước khi hi vọng – khẩn thiết lúc nguyện cầu – chúng ta mong cuộc chiến đau thương này sớm chấm dứt. Song, theo ý chỉ của Thiên Chúa, nó vẫn tiếp diễn, cho đến khi tất cả của cải từng được dồn chứa bởi sự lao dịch khốn cùng của người nô lệ trong suốt 250 năm sẽ bị tiêu tan, cho đến khi mỗi một giọt máu ứa ra từ những lằn đòn sẽ bị đáp trả bằng những nhát chém, như đã được cảnh báo từ 3 000 năm trước, và cần được nhắc lại hôm nay, "sự đoán xét của Chúa là chân lý và hoàn toàn công chính". | ” |

### 1865: Sách Tưởng niệm
Sau vụ ám sát Lincoln, một cuốn sách tưởng niệm, "The Lincoln Memorial Album-Immortelles", được mở ra để người dân viết những suy nghĩ của họ, trong đó có những đề cập đến niềm tin của Lincoln. Entry của một mục sư Trưởng Lão tiếng tăm, John H. Barrows, xác nhận rằng Lincoln đã trở thành tín hữu Cơ Đốc khi ông ở Washington. Barrows viết, "Trong lúc tình hình chiến sự đang bất ổn rất nghiêm trọng, ông ấy dần vươn đến những đỉnh cao nơi Đức Giê-hô-va trở nên thực thể siêu phàm đối với ông, là đấng cai trị các dân tộc. Khi viết bản Tuyên ngôn bất hủ, ông không chỉ nhắc đến 'sự phán xét dành cho nhân loại', nhưng cũng nói tới "sự độ lượng nhân từ của Chúa Toàn Năng.' Khi bóng tối bao phủ những đạo quân dũng cảm đang chiến đấu cho sự sống còn của dân tộc, con người mạnh mẽ này từ lúc sáng sớm đã quỳ gối chiến đấu trong sự cầu nguyện với Đấng định đoạt số phận của các đế quốc. Khi những đám mây bay cao trên bãi chiến trường Gettysburg đẫm máu, ông hướng lòng mình về Chúa Giê-xu Cơ Đốc. Khi đọc bài diễn văn vô song trên mặt trận chủ chốt này của cuộc chiến, ông đã bày tỏ quyết tâm rằng 'dân tộc này, dưới sự quan phòng của Thiên Chúa, sẽ sản sinh một nền tự do mới.' Và ông đã đem vào bài Diễn văn Nhậm chức sau cùng của mình khẩu khí cao thượng của những vần thơ Hebrew cổ của một thi thiên." 
Một entry khác được cho là của "một mục sư ở Illinois" (không đề tên trong khi hầu hết entry đều có tên) viết, "Khi rời khỏi Springfield tôi xin mọi người cầu nguyện cho tôi, nhưng tôi không phải là tín hữu Cơ Đốc. Khi chôn cất con trai, thử thách khắc nghiệt nhất trong đời tôi, tôi vẫn không phải là tín hữu Cơ Đốc. Nhưng khi đến Gettysburg và nhìn thấy mộ phần của hàng ngàn chiến sĩ của chúng ta, tại đó và vào thời điểm ấy, tôi đã cung hiến mình cho Chúa Cơ Đốc. Vâng, tôi thực sự yêu Chúa Giê-xu."
Người ta tin rằng đây là câu trả lời của Lincoln gởi đến một mục sư ở Illinois khi được hỏi xem ông có yêu Chúa Giê-xu. Một vài phiên bản của entry này cho thấy Lincoln dùng từ "thập tự giá" thay vì "mộ phần", những phiên bản khác nói "Chúa Cơ Đốc" thay cho "Chúa Giê-xu". William Eleazar Barton trích dẫn phiên bản này trong "The Soul of Abraham Lincoln" (1920), và viết thêm, "Lời tâm sự này lẽ ra đã xuất hiện trong dạng ấn bản ngay sau khi Lincoln từ trần, bởi vì tôi thấy nó được trích dẫn trong những bài diễn văn tưởng niệm trong tháng 5 năm 1865. Ông Oldroyd đã cố giúp tôi bằng cách tìm xem ông đã đọc nó trong tác phẩm nào và nguồn gốc của nó, nhưng không có kết quả. Có thể không có nó, cũng không có lời chứng thích hợp nào về nó. Chắc là nó đã hoàn toàn bị lãng quên. Lần đầu nó được nhắc đến là khi tôi đọc một câu chuyện, trong đó Lincoln được cho là đã nói với một mục sư không được nêu tên ở Illinois, "Tôi thực sự yêu Chúa Giê-xu" là trong một bài giảng luận của Mục sư W. W. Whitcom ở Nhà thờ Baptist Oshokosh, Wisconsin, ngày 19 tháng 4 năm 1865, rồi được đăng trên tờ Oshkosh "Northwestern" ngày 21 tháng 4 năm 1865, đến năm 1907 nó xuất hiện trong một tiểu luận của John E. Burton."
Tuy nhiên, điều tra của Barton vẫn còn thiếu sót. Nó được trích dẫn lần đầu bởi Tuần san Freeport, ngày 7 tháng 12 năm 1864.
Sự kiện bản văn này xuất hiện trước khi Lincoln từ trần đã được khẳng định bởi một bức thư của Benjamin Talbot, ngày 21 tháng 12 năm 1864. Thư của Talbot nói rằng lẽ ra Lincoln đã nên quan tâm đến việc ông đã được trích dẫn nói rằng, "Tôi thực sự yêu Chúa Giê-xu." Không có chứng cứ nào cho thấy Lincoln đã hồi âm thư của Talbot.

## Sau vụ ám sát
Sau khi Lincoln bị ám sát đã xuất hiện những cuốn tiểu sử khác nhau, một số cho rằng Lincoln là tín hữu Cơ Đốc, những cuốn khác nói rằng ông không có đạo. Năm 1872, Đại tá Ward Hill Lamon cho xuất bản cuốn Life of Abraham Lincoln; From his Birth to his Inauguration as President sử dụng tư liệu là những cuộc phỏng vấn và thư tín sưu tầm bởi William Herndon, một luật sư cũng là đồng sự của Lincoln khi ông ở Springfield. Cuốn tiểu sử của Lamon nói rằng Lincoln không tin vào thần tính của Chúa Giê-xu, và vài người từng biết Lincoln khi còn là một thanh niên miêu tả ông là người vô tín.
Đang khi chuẩn bị cho những bài diễn văn trong năm 1873 bàn về tôn giáo của Lincoln, Mục sư James Armstrong Reed đã phỏng vấn một số người xem có chứng cứ gì về niềm tin tôn giáo của Lincoln lúc cuối đời. Câu trả lời của Phineas Gurley, quản nhiệm Nhà thờ Trưởng Lão Đại lộ New York nơi Lincoln đã đến dự lễ thờ phượng, "...tôi thường xuyên đàm đạo thân mật với ông ấy về chủ đề Kinh Thánh và đạo Cơ Đốc, ông không có động lực nào để lừa dối tôi, tôi thấy ông không chỉ hiểu biết về lẽ thật của đạo Cơ Đốc mà còn về tất cả giáo lý và giáo huấn căn bản của Cơ Đốc giáo. Còn hơn thế nữa: trong những ngày ông mòn mỏi khi chịu thử thách để được thanh tẩy, sau cái chết của Willie, và lần đến thăm bãi chiến trường ở Gettysburg, mắt đẫm lệ, ông nói rằng ông đã mất niềm tin vào tất cả ngoại trừ Chúa, và rằng nay ông tin rằng tấm lòng ông đã được thay đổi, rằng ông yêu Chúa Cứu Thế, và, nếu không tự dối mình, ý định của ông là sẽ sớm xưng nhận tôn giáo của mình."
Noah Brooks, nhà báo, bạn hữu và là người viết tiểu sử Lincoln, khi hồi đáp yêu cầu của Reed xem xét tính xác thực của những tuyên bố cho rằng Lincoln là người vô tín, đã viết, "Bổ sung vào những gì tôi đã viết, tôi nói rõ rằng tôi đã nhiều lần nói chuyện với Ông Lincoln, ít nhiều gì cũng có bàn về tôn giáo, khi tôi chưa hề tìm kiếm lời xác nhận nào về quan điểm của ông thì ông đã thoải mái bộc lộ với tôi rằng ông có 'niềm hi vọng về sự sống đời đời đầy phước hạnh qua Chúa Giê-xu Cơ Đốc.' Quan điểm của ông đã được xác lập quá tự nhiên đến nỗi một sự xác nhận như thế, theo tôi là không còn cần thiết. Ngôn ngữ của ông không phải là của người đang tra vấn, nhưng là người đã xác lập đức tin của mình trên những lẽ đạo nền tảng của Cơ Đốc giáo. Có một hoặc hai lần, khi đang nói với tôi về sự thay đổi đã đến với ông dù không xác định được thời điểm ấy, sau khi ông đến đây. Tôi tin rằng ông đang nói đến thời điểm Wille qua đời. Ông thổ lộ sau khi đến Tòa Bạch Ốc ông vẫn giữ thói quen cầu nguyện hằng ngày. Đôi khi chỉ mười từ, nhưng là mười từ ông cầu nguyện. Không có lý lẽ khả dĩ nào cho rằng Ông Lincoln lừa dối tôi về tình cảm tôn giáo của ông. Qua nhiều lần chuyện trò với ông, tôi tin quyết rằng Ông Lincoln từ đáy lòng là một tín hữu Cơ Đốc, tin Đấng Cứu Thế, và nghiêm cẩn xem xét quy trình chính thức nối kết ông với giáo hội hữu hình trên đất. Đối với tôi, người đã gần gũi với ông từ năm 1862 đến khi ông qua đời, bất cứ ý kiến nào cho rằng Ông Lincoln là người hoài nghi hay vô tín, chắc chắn là một sự hư cấu quái dị - một sự bôi bác đáng căm phẫn."
Theo một bản tường trình có tuyên thệ lập tại Hạt Essex, New Jersey, ngày 15 tháng 2 năm 1928, của Bà Sidney I. Lauck, khi ấy đã là một cụ bà cao tuổi: "Sau khi Ông Lincoln từ trần, Tiến sĩ Gurley nói với tôi rằng Ông Lincoln đã chuẩn bị xong mọi thủ tục cần thiết với ông và hội đồng Nhà thờ Trưởng Lão Đại lộ New York để trở nên thuộc viên chính thức bằng cách xưng nhận đức tin vào Chúa Cơ Đốc, vào Chủ nhật Phục sinh sau đêm thứ Sáu là lúc Ông Lincoln bị ám sát." Theo lời khai của Bà Lauck, bà khoảng ba mươi tuổi lúc xảy ra vụ ám sát.
Tuy nhiên, Tiến sĩ Gurley không nhắc gì đến ý định của Lincoln xin gia nhập giáo hội trong bài giảng của ông tại tang lễ tổ chức ở Tòa Bạch Ốc, và trong lời phúc đáp của ông cho Reed.
Francis Bicknell Carpenter, tác giả quyển Six Months in the White House, nói với Reed ông "tin rằng Ông Lincoln là một tín hữu Cơ Đốc chân thật", ông cũng thuật lại Lincoln đã nói với một phụ nữ đến từ Brooklyn thuộc Ủy hội Cơ Đốc Hoa Kỳ rằng ông đã trải nghiệm "một sự thay đổi trong lòng" và có ý định xưng nhận tôn giáo vào một thời điểm thích hợp."
Mục sư Madison Clinton Peters, viết trong quyển tiểu sử năm 1909 của ông, "Sự kiện ông ấy là một tín hữu Cơ Đốc chân chính và chân thật, được chứng minh đầy đủ bởi nhiều trích dẫn từ thư tín và những phát biểu công khai của ông." 
Những trích dẫn được cho là của Bà Lincoln có vẻ không nhất quán. Bà viết cho Mục sư Smith, quản nhiệm ở Springfield, "Vào thời điểm nỗi đau phủ lút chúng tôi, khi cậu bé Wille đẹp rực rỡ như thiên sứ bị cất khỏi chúng tôi để về nhà ở Thiên đàng bởi sự tôi luyện của Thiên Chúa, ông đã hướng lòng mình về Chúa Cơ Đốc." 
Nhưng Ward Lamon kể rằng Mary Lincoln bảo William Herndon, "Ông Lincoln không có niềm hi vọng và đức tin vào việc chấp nhận những lời này" và Herndon nói bà ấy bảo cho ông biết, "Câu châm ngôn và triết lý sống của Ông Lincoln là, 'Điều gì đến sẽ đến, lời cầu nguyện của chúng ta chẳng thay đổi được gì.' Ông chưa bao giờ gia nhập giáo hội nào. Tôi nghĩ ông luôn luôn là người có niềm tin tôn giáo, nhưng trên nguyên tắc, không phải là tín hữu Cơ Đốc."
Tuy nhiên, Mary Lincoln hoàn toàn bác bỏ những câu trích dẫn ấy và nhấn mạnh rằng Herndon đã "gán cho bà những lời này." Bà viết, "Tôi rất đau buồn và cảm thấy bị xúc phạm khi đọc biết Ông Herndon đã gán những lời ấy cho tôi – những điều tôi chưa từng nói ra. Tôi còn nhớ cuộc gọi của ông ấy chỉ kéo dài ít phút tại khách sạn [St. Nicholas] như ông ấy đã đề cập, nghi thức chào đón hai mươi lăm phút sau đó đã không cho phép kéo dài cuộc phỏng vấn với ông ấy. Ông Herndon, luôn là một người hoàn toàn xa lạ đối với tôi, ông ấy chưa bao giờ được xem là khách quen trong nhà chúng tôi."
Phản ứng của Herndon trước những cáo buộc này là không trả lời.
John Remsburg (1848–1919), năm 1987 là Chủ tịch Liên hiệp Thế tục Mỹ (the American Secular Union), đưa ra những lập luận chống lại những tuyên bố liên quan đến khả năng quy đạo của Lincoln trong quyển Six Historic Americans (1906):
- Người thân cận nhất với Tổng thống Lincoln tại Washington – hơn các mục sư hay nhà báo – là thư ký riêng của ông, Đại tá John G. Nicolay. Trong một bức thư đề ngày 27 tháng 5 năm 1865, Đại tá Nicolay nói: "Theo hiểu biết cúa tôi, Ông Lincoln không hề thay đổi ý tưởng, quan điểm tôn giáo, hoặc niềm tin kể từ lúc rời khỏi Springfield cho đến khi qua đời."
- Người bạn suốt đời của ông, Thẩm phán David Davis, xác nhận giống như vậy: "Ông ấy không có đức tin, xét theo ý nghĩa của Cơ Đốc giáo."
- Người viết tiểu sử của ông, Đại tá Lamon, là người quen gần gũi với ông ở Illinois, từng sống gần ông suốt những năm ở Washington, nói: "Chưa bao giờ ông nói hay viết điều gì ngụ ý đến đức tin, dù nhỏ nhất, vào Chúa Giê-xu như là con Thiên Chúa và là Cứu Chúa của nhân loại." Cả Lamon và William H. Herndon đều xuất bản sách tiểu tiểu sử người từng là đồng sự của họ sau khi ông bị ám sát liên quan đến những hồi ức cá nhân về ông. Cả hai đều bác bỏ việc Lincoln gia nhập Cơ Đốc giáo và xem ông là người theo thần giáo (deist) hoặc là người hoài nghi.

## Đương đại
Richard Carwardine thuộc Đại học Oxford mới đây cho xuất bản quyển Lincoln: A Life of Purpose and Power (2006), lập luận rằng đức tin mạnh mẽ của Lincoln thấm đẫm mọi điều khi ông đương nhiệm Tổng thống.
Allen C. Guelzo, giám đốc bộ môn Thời kỳ Nội chiến tại Đại học Gettysburg ở Pennsylvania, năm 1999 ấn hành cuốn Abraham Lincoln: Redeemer President, cho rằng Thần học Calvin, khắc sâu vào ký ức tuổi thơ của Lincoln, đã trở nên ảnh hưởng vượt trội xuyên suốt cuộc đời trưởng thành của ông. Guelzo miêu tả thế giới quan của Lincoln như là "thần giáo theo tư tưởng Calvin (Calvinized Deism)." 
Các học giả đương đại triển khai quan điểm chính dòng của các tác giả như G. Frederick Owen, viết cuốn Abraham Lincoln: The Man and His Faith (1976), William Wolf tác giả quyển The Religion of Abraham Lincoln (1963), và William Barton viết cuốn The Soul of Abraham Lincoln (1920). Những học giả này đều tin rằng Lincoln là người có đức tin sâu nhiệm.
Nhà sử học tôn giáo người Mỹ Mark Noll nhận xét, "Những bài diễn văn và các cuộc đàm đạo của Lincoln tỏ rõ tầm nhận thức về các vấn đề tâm linh của ông vượt trội hơn sự hiểu biết thông thường. Một trong những nghịch lý trong lịch sử Cơ Đốc giáo tại Mỹ là những phân tích tôn giáo sâu nhiệm nhất về vết thương sâu sắc nhất của dân tộc không đến từ một mục sư hay một nhà thần học, mà đến từ một chính khách, người đã tự mình học biết về Thiên Chúa và về con người.